# Anushka Sharma
Pour les articles homonymes, voir Sharma.
Anushka Sharma (kannada : ಅನುಷ್ಕಾಶರ್ಮಾ, hindi : अनुष्का शर्मा), née le 1er mai 1988, est un mannequin et une actrice de Bollywood. Elle commence sa carrière cinématographique en 2008 dans Rab Ne Bana Di Jodi d'Aditya Chopra, aux côtés de la superstar Shahrukh Khan. En 2014, elle est également aux côtés de Aamir Khan en tête d'affiche de PK, plus grand succès commercial du cinéma indien.

## Vie personnelle
Anushka Sharma est née à Bangalore (Karnataka) de parents originaires de l'Uttarakhand au nord de l'Inde. Son père, Ajay Kumar Sharma, est colonel de l'armée indienne et sa mère, Ashima Sharma, est une femme au foyer. Elle a un frère aîné, Karnesh, ancien joueur de cricket maintenant dans la marine marchande. Elle étudie à l'école militaire et obtient un diplôme en arts à l'université de Mont Carmel de Bangalore.
Le 11 décembre 2017, elle épouse Virat Kohli, un joueur de cricket international indien.

## Carrière
En 2008, Yash Raj Films lui offre son premier rôle dans Rab Ne Bana Di Jodi d'Aditya Chopra, aux côtés de Shahrukh Khan. Le film est un énorme succès et son interprétation est appréciée. Le critique cinématographique Taran Adarsh déclare : « Anushka surprend avec une prestation pleine de confiance. Ce n'est en aucun cas une prouesse négligeable que de partager l'écran avec un acteur du calibre de SRK et Anushka y parvient très bien du début à la fin. »
Elle tourne de nouveau pour Yash Raj Films dans Badmaash Company sorti en mai 2010, dirigé par Parmeet Sethi avec Shahid Kapoor. Harshita Kohli de StarBoxOffice.com note : « Anushka passe sans effort de la femme au foyer dans Rab Ne Bana Di Jodi à une top model hyper chic dans Badmaash Company ». Taran Adarsh ajoute : « Anushka est une révélation. Elle est superbe, son jeu est remarquable de plus elle a une bonne complicité avec Shahid qui joue son petit ami dans le film. ».
Puis on la voit dans Band Baaja Baaraat dirigé par Maneesh Sharma, produit par Yash Raj Films et sorti en décembre 2010. C'est un des plus grands succès de l'année 2010 tant commercial que critique, les performances des deux acteurs, le débutant Ranveer Singh et Anushka Sharma sont très appréciées. Cette fois Taran Adarsh écrit : « Anushka est extraordinaire. Son plus gros défi était de s'exprimer de la même façon qu'une fille punjabi de Delhi et elle le fait d'une manière habile. Pour la première fois de sa carrière, un film repose entièrement sur elle ; comparé à ses films précédents, elle s'en sort avec brio ». Anushka Sharma y signe une de ses meilleures interprétation, elle est nommée dans la catégorie Meilleure actrice dans diverses cérémonies de prix.
En 2011, on retrouve Anushka Sharma dans Patiala House aux côtés d'Akshay Kumar, malgré le score médiocre au box office son interprétation est appréciée. Son film suivant, Ladies VS Ricky Bahl, sort en décembre de la même année, elle y retrouve son partenaire de Band Baaja Baaraat, Ranveer Singh, ainsi que le même réalisateur Maneesh Sharma et la même maison de production, Yash Raj Films. Toujours fidèle à YR Films, elle tourne dans le dernier film de Yash Chopra, Jab Tak Hai Jaan dans lequel elle donne la réplique au partenaire de ses débuts, Shahrukh Khan. Son interprétation d'une jeune journaliste ambitieuse et énergique est bien reçue et lui vaut le Filmfare Award du meilleur second rôle féminin.

## Filmographie
| Année | Titre                      | Rôle                   | Réalisateur     | Partenaire(s)                                                   | Commentaires             |
| ----- | -------------------------- | ---------------------- | --------------- | --------------------------------------------------------------- | ------------------------ |
| 2008  | Rab Ne Bana Di Jodi        | Taani Sahni            | Aditya Chopra   | Shahrukh Khan                                                   |                          |
| 2010  | Badmaash Company           | Bulbul Singh           | Parmeet Sethi   | Shahid Kapoor, Meiyang Chang, Vir Das (en)                      |                          |
| 2010  | Band Baaja Baaraat         | Shruti Kakkar          | Maneesh Sharma  | Ranveer Singh                                                   |                          |
| 2011  | Patiala House              | Simran                 | Nikhil Advani   | Akshay Kumar                                                    |                          |
| 2011  | Ladies VS Ricky Bahl       | Ishika Desai           | Maneesh Sharma  | Ranveer Singh, Parineeti Chopra, Dipannita Sharma, Aditi Sharma |                          |
| 2012  | Jab Tak Hai Jaan           | Akira Rai              | Yash Chopra     | Shahrukh Khan, Katrina Kaif                                     |                          |
| 2013  | Matru Ki Bijlee Ka Mandola | Bijlee Mandola         | Vishal Bhardwaj | Imran Khan                                                      |                          |
| 2014  | PK                         | Jagat "Jaggu" Janani   | Rajkumar Hirani | Aamir Khan                                                      |                          |
| 2015  | NH10                       | Meera                  | Navdeep Singh   | Neil Bhoopalam                                                  | Également co-productrice |
| 2015  | Bombay Velvet              | Rosie Noronha          | Anurag Kashyap  | Ranbir Kapoor                                                   |                          |
| 2015  | Dil Dhadakne Do            | Farah Ali              | Zoya Akhtar     | Farhan Akhtar, Priyanka Chopra, Ranveer Singh                   |                          |
| 2016  | Sultan                     | Aarfa Hussain          | Ali Abbas Zafar | Salman Khan                                                     |                          |
| 2016  | Ae Dil Hai Mushkil         | Alizeh Khan            | Karan Johar     | Ranbir Kapoor, Aishwarya Rai                                    |                          |
| 2017  | Phillauri                  | Shashi                 | Anshai Lal      | Diljit Dosanjh, Suraj Sharma                                    | Également co-productrice |
| 2017  | Jab Harry Met Sejal        | Sejal                  | Imtiaz Ali      | Shahrukh Khan                                                   |                          |
| 2018  | Dutt                       | Une journaliste        | Rajkumar Hirani | Ranbir Kapoor, Vicky Kaushal                                    | Cameo                    |
| 2018  | Pari                       | Rukshana               | Prosit Roy      | Parambrata Chatterjee                                           | Également co-productrice |
| 2018  | Kaneda                     | NC                     | Navdeep Singh   | Arjun Kapoor, Diljit Dosanjh                                    | Également co-productrice |
| 2018  | Zero                       | Aafia Yusufzai Bhinder | Anand L. Rai    | Shahrukh Khan, Katrina Kaif                                     | Confirmé                 |
| 2018  | Sui Dhaaga — Made in India | Mamta                  | Sharat Katariya | Varun Dhawan                                                    |                          |

## Distinctions

### Récompenses
- 2011 : IIFA Award de la meilleure actrice pour Band Baaja Baaraat
- 2013 : Filmfare Award de la meilleure actrice dans un second rôle pour Jab Tak Hai Jaan
- 2013 : IIFA Award de la meilleure actrice dans un second rôle pour Jab Tak Hai Jaan

### Nominations
- Filmfare Awards : 2009 Meilleure actrice et Meilleure débutante (Rab Ne Bana Di Jodi) ; 2011 Meilleure actrice (Band Baaja Baaraat)
- Star Screen Awards : 2009 Actrice la plus prometteuse (Rab Ne Bana Di Jodi) ; Meilleure actrice (Band Baaja Baaraat)
- Stardust Awards : 2009 Superstar du futur (Rab Ne Bana Di Jodi)